# Ludwig Noster

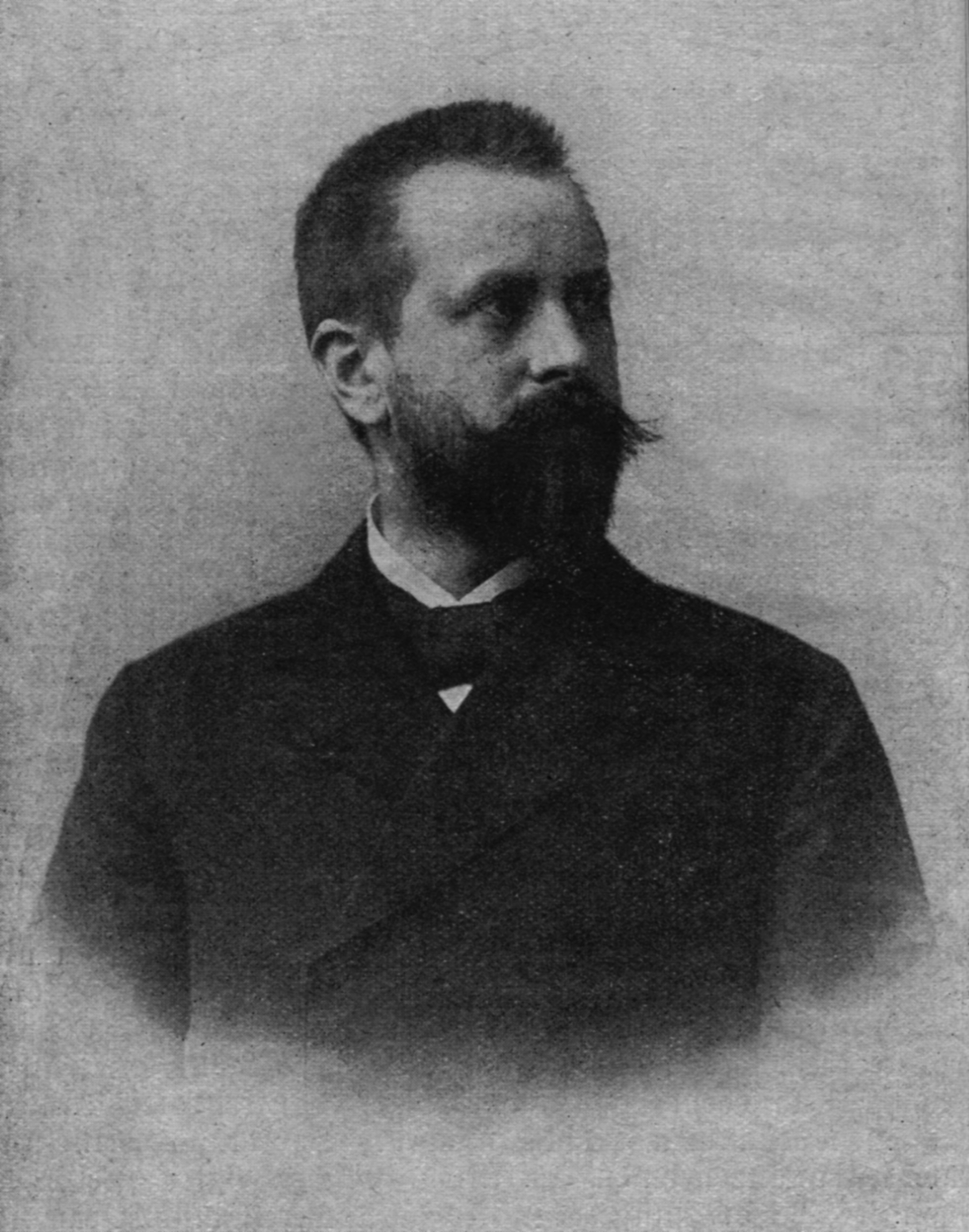
Bildnis Ludwig Noster, aus: Heimatkalender für den Kreis Friedeberg 1918

Franz Ludwig Paul Noster (* 9. Oktober 1859 in Friedeberg (Neumark); † 29. Mai 1910 in Berlin) war ein deutscher Hofporträtmaler.

## Leben
Ludwig Noster wurde als jüngster Sohn des Tischlermeisters Gotthilf Heinrich Noster und dessen Ehefrau Anna Helene, geborene Meier, am 9. Oktober 1859 in Friedeberg/Neumark geboren. Er besuchte das Progymnasium seiner Geburtsstadt und ging mit 15 Jahren auf Wunsch seines Vaters bei diesem in die Lehre. Schon während er das Tischlerhandwerk erlernte, dachte er bereits mehr an seine ihm lieb gewordenen Malereien, die sein Vater als brotlose Kunst bezeichnete. Erst durch Zureden des Kammerherrn von Brand aus Lauchstädt (Kreis Friedeberg) ließ sich der Vater umstimmen und seinen Sohn Ludwig seinem Wunsch entsprechend Maler werden. Mit 17 Jahren bezog Ludwig Noster die Kunstakademie in Berlin. Seine Lehrer waren die Professoren Paul Thumann, Otto Knille und besonders Karl Gussow. Professor Gussow riet ihm später, nach Düsseldorf zu gehen, und gab ihm Empfehlungen an die Professoren Wilhelm Sohn und Eduard Gebhardt. In Düsseldorf studierte er ein Jahr an der Kunstakademie und begab sich von dort nach Holland. Noster war einer der ersten deutschen Maler, die holländische Interieurs malten. Nach einem Studienjahr waren seine finanziellen Mittel erschöpft und er kehrte nach Friedeberg/Neumark zurück, um Bilder nach seinen Studien zu malen. Gestützt auf seine ersten Erfolge siedelte Noster 1885 nach Berlin über. Der Direktor der Berliner Kunstakademie Anton von Werner war von der Meisterschaft Nosters derart begeistert (gleichfalls erstaunt darüber, dass der Maler ein noch so junger Mann war), dass er ihn dem Hofmarschallamt Kaiser Wilhelm I. empfahl, wodurch er Aufträge und oben im Kaiserschloss ein Atelier erhielt.

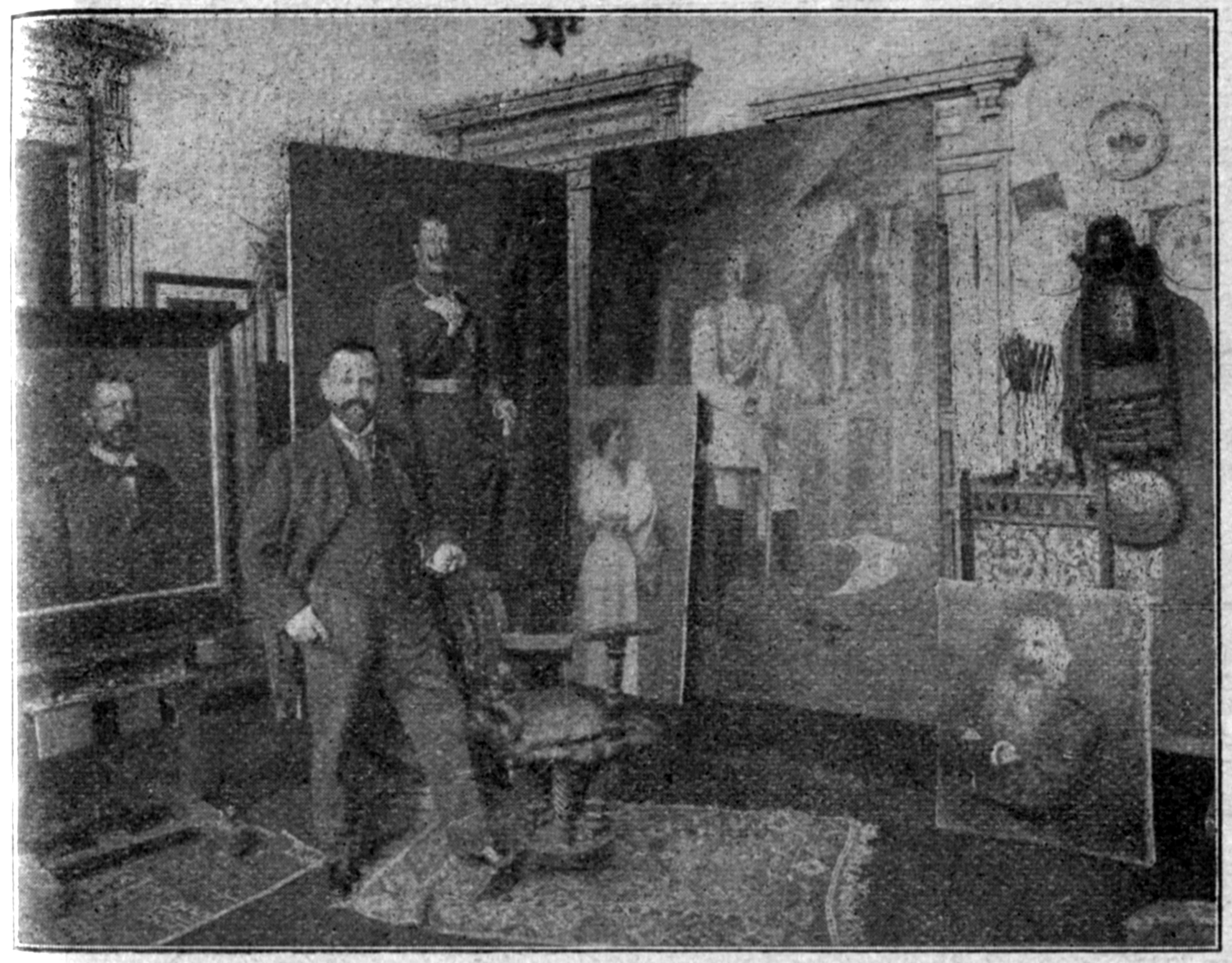
Ludwig Noster in seinem Atelier, aus: Heimatkalender für den Kreis Friedeberg 1918

1886 richtete sich Noster ein eigenes Künstlerheim mit Atelier ein und heiratete am 4. Juni 1886 seine Jugendliebe Anna Elisabeth Stabler (* 30. September 1861 in Friedeberg (Neumark)). In der Folgezeit wählte Noster auf Anraten älterer Kollegen seine Frau mehrfach als Motiv seiner Bilder. Durch seine reizenden Interieurs erhielt Noster bald einen besonderen Ruf als Genremaler. Viele seiner Genrebilder bezeugen, dass er seinen Farbensinn und Verständnis für malerische Innenräume in niederländischer Art hatte.
Nach seinem Tode befanden sich bereits mehrere seiner holländischen Bilder im Privatbesitz, in Galerien in Berlin, Leipzig, Russland, England und Amerika. Nosters Hauptarbeit lag allerdings auf dem Gebiet der Porträtmalerei, hier vor allem in der Ausführung von Bildnissen des Deutschen Kaisers. Er war über Jahre der Künstler, aus dessen Werkstatt die zahlreichen Kaiserporträts im Auftrage des Monarchen hervorgingen. Eines dieser zahlreichen, den Kaiser in Lebensgröße darstellenden Bilder, fand Verwendung bei der künstlerischen Ausgestaltung einer Giebelwand des Hauptsitzungssaales im neu erbauten Regierungsgebäude in Frankfurt (Oder), dem heutigen Hauptgebäude der Europa-Universität Viadrina.
Im Laufe der Jahre erwarb sich Ludwig Noster die Gunst des Kaisers, der ihm verschiedene Sitzungen gewährte und 1896 zu seinem Hofporträtmaler ernannte. Er malte weiterhin Porträts, wie etwa jene des Prinzen Heinrich von Preußen, des Herzogs von Anhalt-Dessau, den Reichstagspräsidenten Graf Udo zu Stolberg-Wernigerode, den deutschen Vizekanzlers Arthur Graf von Posadowsky-Wehner, den Kanonenkönig Alfred Krupp, den Dessauer Minister Korsig, den Dichter Seydel, die Gräfin Hohenau, Frau von Brand auf Tankow (Kreis Friedeberg) seine Gönnerin und viele andere. Am 18. Oktober 1899 trug er sich in das Goldene Buch der Freien und Hansestadt Hamburg ein.
1907 wurde Noster zum Professor ernannt. Da es ihn immer wieder nach Holland zog, erwarb er 1906 in Edam am Zuydersee ein Stück Land und richtete sich ein idyllisch gelegenes Künstleranwesen ein, um ungestört seiner Leidenschaft nachzugehen. Hier entstand neben anderen sein letztes größeres vielbewundertes holländisches Bild Psalm 90 Vers 10. Durch ein schweres Nierenleiden ans Bett gefesselt, ging er zurück nach Berlin, wo er am 29. Mai 1910 starb. Am Abend, nach der Trauerfeier, wurde sein Leichnam in seine Vaterstadt Friedeberg/Neumark überführt, die ihrem Ehrenbürger ein Ehrengrab gestiftet hat. Dieses schmückt ein aus Carrara-Marmor künstlerisch schön hergestelltes Denkmal, eine herrliche Frauengestalt, Die Trauer, gestützt an ein mit dem Bildnis des Künstlers geschmücktes Postament.
Nosters Ehefrau starb am 9. September 1939 in ihrer beider Geburtsstadt.

## Galerie

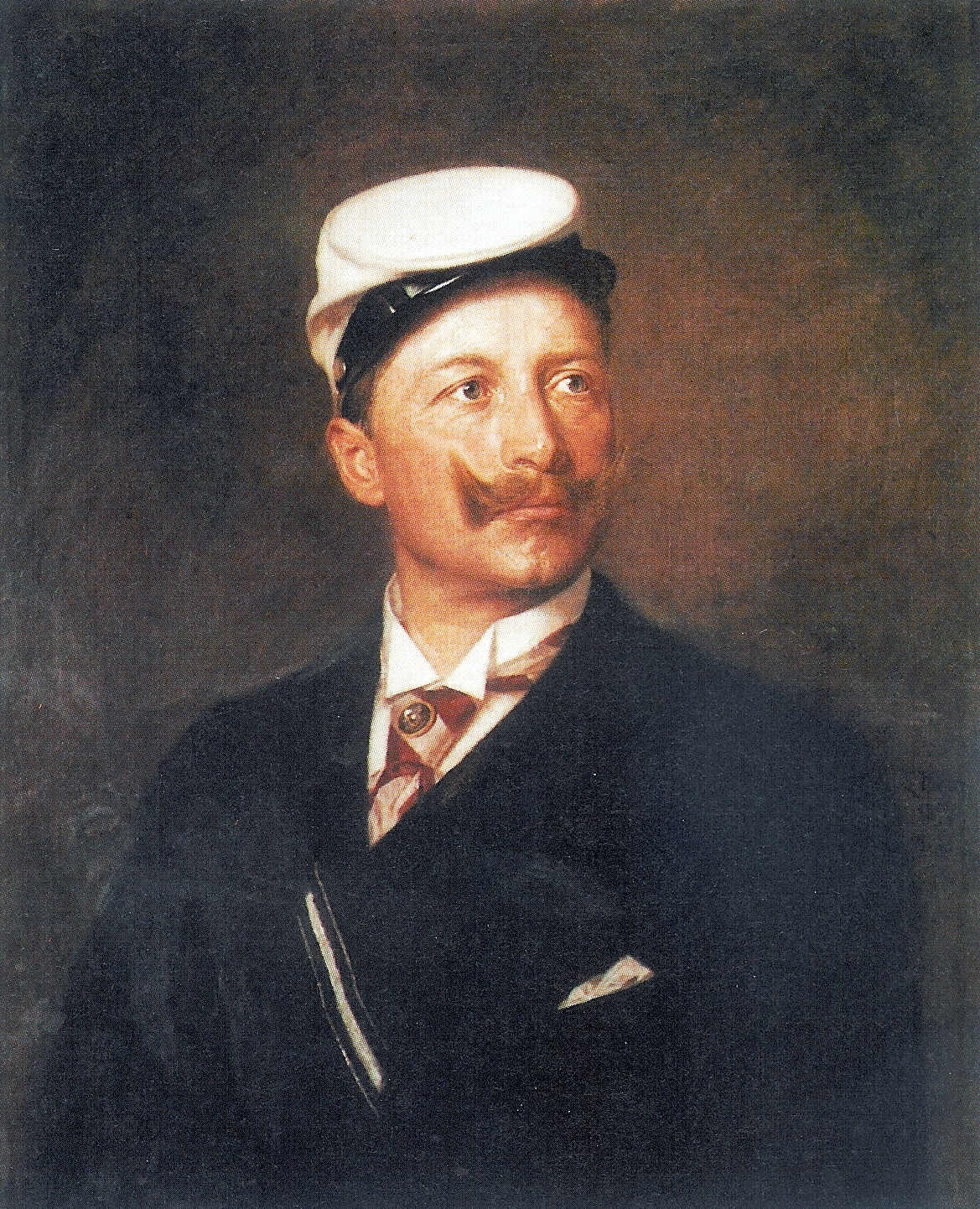
Kaiser Wilhelm II. als Alter Herr des Corps Borussia Bonn von 1897
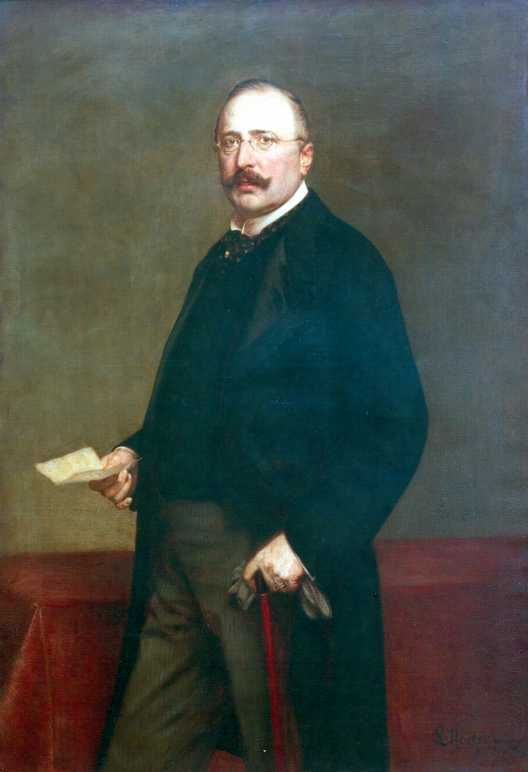
Friedrich Alfred Krupp
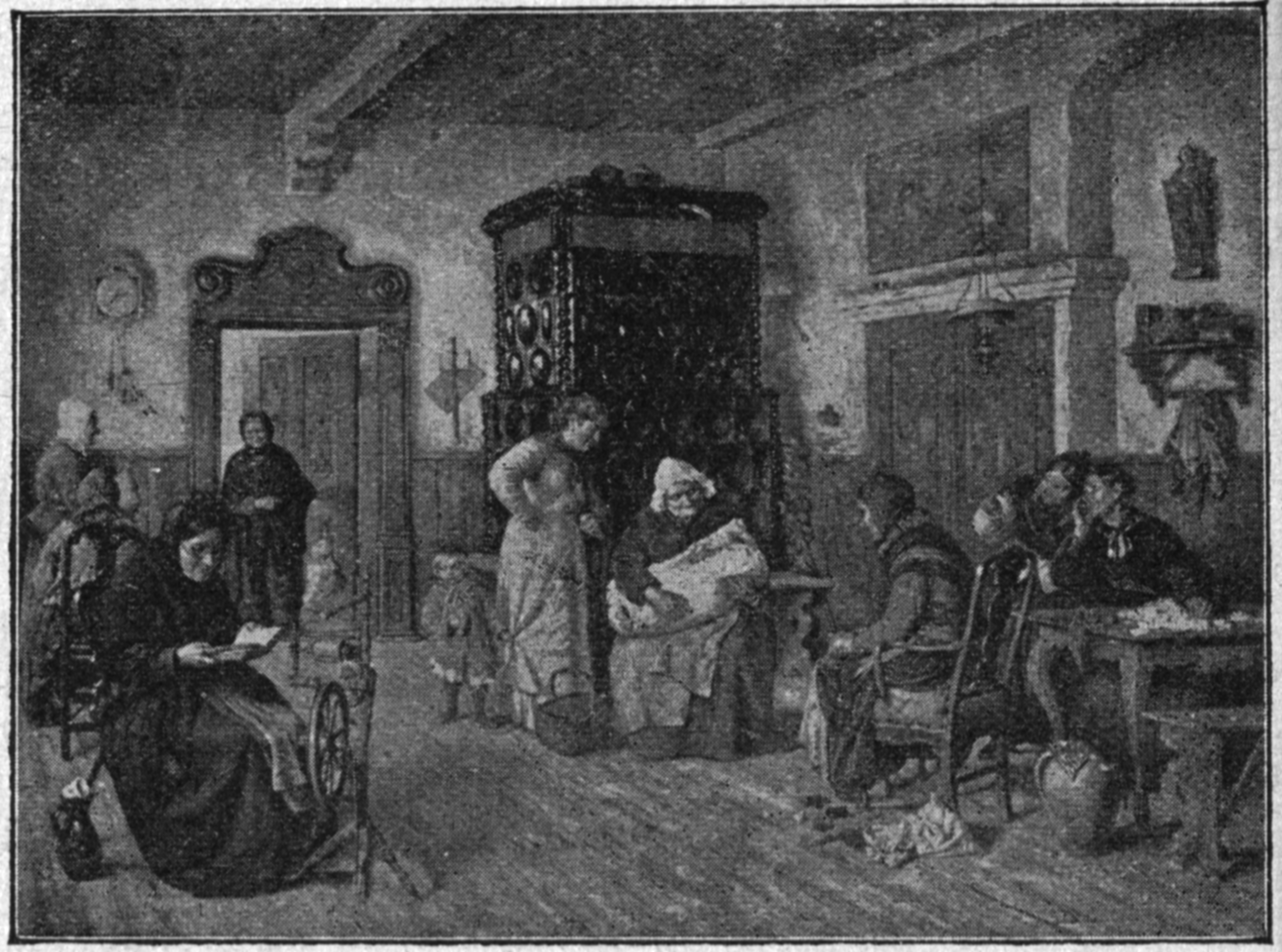
Besuch bei der Großmutter im Spital
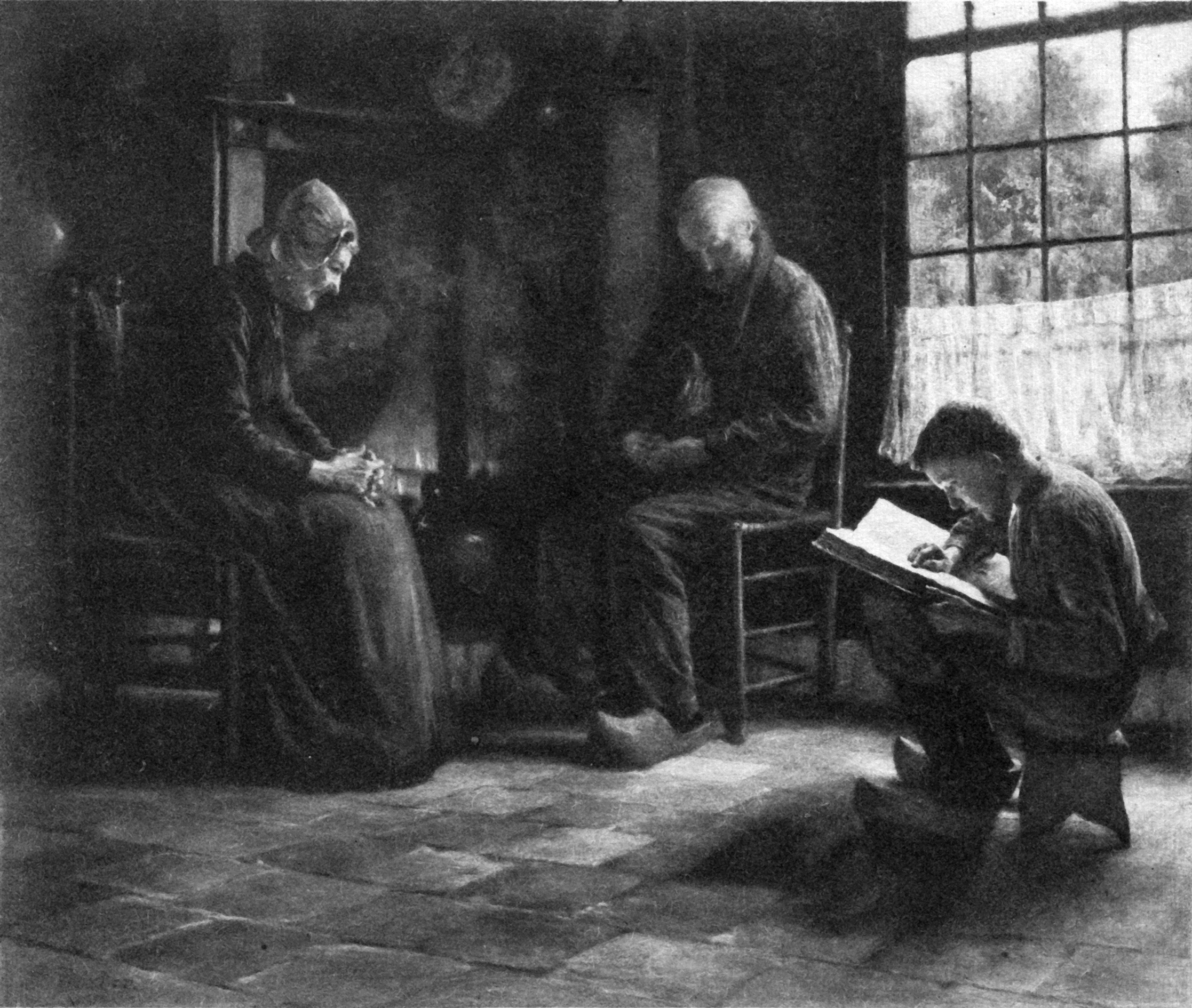
Reproduktion einer Postkarte von 1909 nach dem Gemälde „Psalm 90 Vers 10“
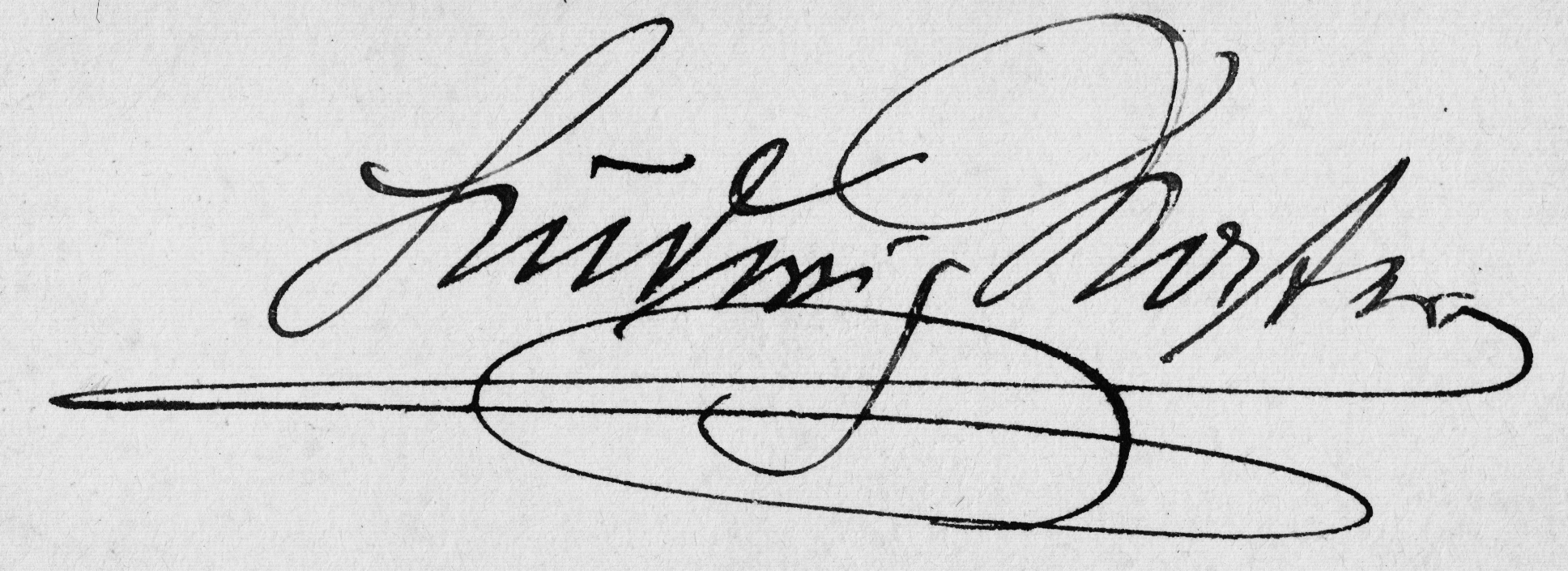
Reproduktion der Unterschrift von Ludwig Noster auf einer Postkarte aus dem Jahre 1909

## Werke (Auszug)
- Nachricht von ihm, Friedeberg 1881 (sein erstes holländisches Bild, welches er für 500 Mark an die Ulmer Dombaulotterie verkaufte)
- Besuch bei der Großmutter im Spital (Mit diesem Bild bewarb er sich für den Ginsberg-Preis, den er auch erhielt.)
- Der arme Lazarus (Dieses Chorfüllungsbild hing 1917 noch in der Marienkirche Friedeberg/Neumark.)
- Ihr Lieblingsschmuck (zeigt seine Ehefrau)
- Die Strohwitwe
- Kleiner Besuch (1893 mit der ehrenvollen Erwähnung ausgezeichnet)
- Psalm 90 Vers 10
- Porträt Kaiser Wilhelms II. 1907[5]
- Ein romantischer Bummel[6]
- Ein ruhiges Stündchen, 1895[7]
- Auf dem Balkon, um 1900[8]
- Porträt Kaiser Wilhelms II., 1905[9]
- Bildnis Kaiser Wilhelms II., vor 1905[10]
- Häusliche Idylle, 1889[11]
- Die Freude der Großeltern, altes holländisches Fischerpaar am Kamin, am lichtdurchfluteten Fenster der auf einem Schemel sitzende Enkel, aus einem großen Buch vorlesend. Sign. Lwd. 72 × 84 cm.[12]
- Des Hauses Sonnenschein (vervielfältigt im Verlag von Stiefbold & Co. Berlin)
- Fleißig (vervielfältigt im Verlag von Stiefbold & Co. Berlin)